# Tom Cooper (cyclisme)
Pour les articles homonymes, voir Cooper.
Thomas "Tom" Cooper, né le 1er décembre 1872 à Grosse Pointe (Michigan) et mort le 20 novembre 1906 à New York, est un coureur cycliste américain et l'un des premiers pilotes de course automobile. Il est surtout connu pour sa rivalité avec Major Taylor, ainsi que pour son travail ultérieur avec Henry Ford et Barney Oldfield.
En tant que champion cycliste, Cooper est contemporain de Barney Oldfield, Carl G. Fisher, John S. Johnson, Arthur Gardiner, Plugger Bill Martin et Eddie Bald.
Avec Eddie Bald, Arthur Gardiner et Earl Kiser, il fait partie des "big four" du cyclisme américain de la fin des années 1890.

## Carrière cycliste
La famille Cooper émigre du Lancashire, en Angleterre, à Détroit en 1849. Tom est le fils de William Cooper et de Millicent Boydell. Il a une formation de pharmacien.
Tom Cooper commence sa carrière cycliste à Détroit, dans le Michigan. En 1894, il bat Eddie Bald, alors champion d'Amérique, dans un match d'un demi-mile, à Battle Creek. Son talent et ses capacités athlétiques font rapidement de lui une célébrité nationale aux États-Unis alors qu'il atteint le sommet son art. En 1896, il termine premier dans quatre des six championnats des États-Unis, et finit second au classement général derrière Eddie Bald, puis déclassé 3e. Tom Cooper a remporté plus de courses au cours de la saison 1896 que n'importe quel autre coureur, et certains lui attribuent le mérite des honneurs du championnat, tandis que d'autres attribuent ce mérite à Bald. Il est champion amateur de la League of American Wheelmen (en) (LAW).
Lors du championnat  de la LAW en 1898 sur le Newby Oval à Indianapolis, Cooper remporte l'épreuve professionnelle du demi-mile. Il remporte ensuite le Championnat des États-Unis pour la saison 1888-1899.
Cooper joue un rôle déterminant dans la création de la National Racing Cyclists' Union (NRCU) en 1898, rivale de la League of American Wheelmen,.
En 1900 Tom Cooper gagne le Championnat du monde de la National Cycling Association. Il participe aux Jeux olympiques de 1900 à Paris où il termine second du Grand Prix de l'Exposition, derrière  Harrie Meyers, battant Edmond Jacquelin, sur 2 000 mètres, épreuve pour les professionnels, non reconnue comme olympique, doté de 15 000 francs,,,,, la plus grosse somme offerte pour une course de sprinter avant la Première Guerre mondiale. Il participe aussi aux championnat du monde 1900 à Paris,. Dés son retour aux États-Unis, il est battu par Major Taylor au Madison Square Garden,. Cooper perd ensuite quelques courses et participe au vélodrome de Grosse Pointe en 1901.
Major Taylor a écrit dans son autobiographie : « S'il y avait deux coureurs sur terre que je voulais rencontrer en match plus que tous les autres, c'étaient Eddie Bald et Tom Cooper. ». Cooper était le meilleur coureur cycliste de l'époque, mais Cooper était aussi à l'origine de nombreuses persécutions contre Taylor. Cooper avait tenté de l'empêcher de participer aux courses cyclistes pendant des années. Dès que l'idée d'une course en tête-à-tête avec Taylor était évoquée, Cooper tergiversait et éludait le sujet,.
Alors que la ferveur cycliste commence à s'essouffler, quelques stars du cyclisme, dont Tom Cooper et Barney Oldfield, investissent dans des vélos motorisés français importés. Cooper, comme de nombreux coureurs cyclistes de l'époque tels que Fisher et Oldfield, est attiré par l'industrie automobile naissante au début des années 1900. Les engrenages et les chaînes des vélos sont le cœur des groupes motopropulseurs des premières automobiles.

## Cooper-Ford

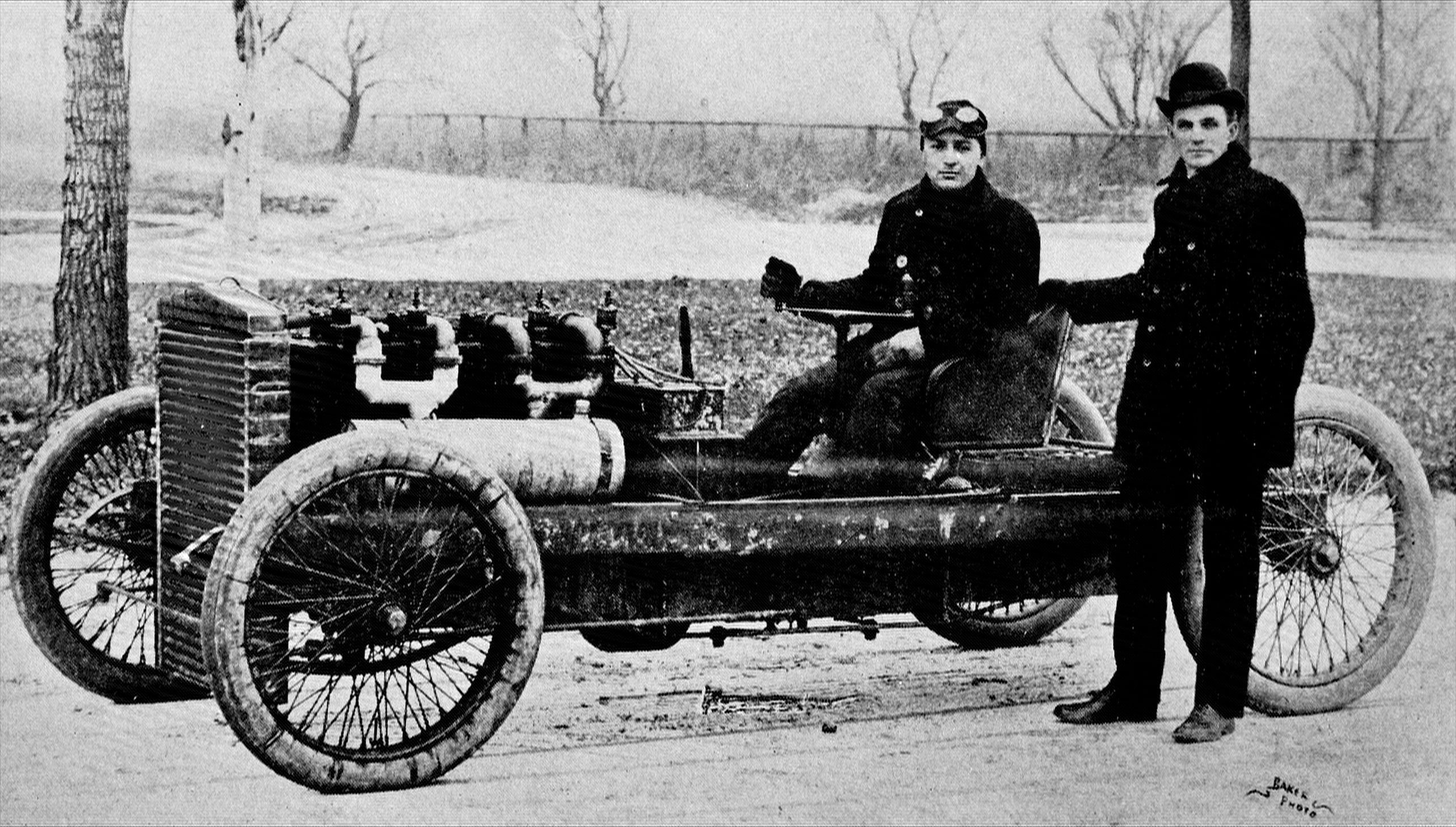
Henry Ford debout et Barney Oldfield, en 1902, posant avec la voiture de course Ford 999.

En 1902, Cooper s'associe à son compatriote de Détroit, Henry Ford, pour construire deux voitures de course. Environ un an avant que Ford ne fonde la Ford Motor Company. Le résultat du projet est deux voitures de course à cadre en bois avec des moteurs à quatre cylindres de 17 650 cm³. Les voitures sont initialement capricieuses et Ford vend sa part à Cooper en octobre 1902, quelques jours avant que Cooper ne les inscrive à la Manufacturer's Challenge Cup à Grosse Pointe (Michigan). Cooper, assisté du mécanicien Ed Spider Huff, accepte que Barney Oldfield conduise la machine sur laquelle ils s'étaient concentrés, dénommée « 999 », du nom de la locomotive no 999 (en) de la New York Central Railroad, détentrice de records de vitesse. Oldfield  remporte la Manufacturer's Challenge Cup disputée sur cinq miles (8 km), le 22 octobre 1902, battant le millionnaire Alexander Winton, fondateur de la Winton Motor Carriage Company, et largement reconnu comme le meilleur pilote de course américain.
Oldfield continue à courir pour Cooper pendant 10 mois supplémentaires, contribuant grandement à établir la réputation de Ford en tant qu'ingénieur automobile en remportant plusieurs courses. Il conduit également la voiture de course Cooper-Ford « 999 » au premier "mile a minute" sur une piste ovale en terre battue de l'Indiana State Fairgrounds (en) en juin 1903.

## Tournée Cooper-Oldfield
Cooper et Oldfield restent  partenaires même après qu'Oldfield ait quitté son équipe de course pour piloter pour Alexander Winton en août 1903. Les deux hommes parcourent le Midwest en négociant des bourses de plus de 1 000 dollars auprès d'organisations telles que la State Fair Association de Milwaukee en 1903. L'un des moments forts de ces événements pour Cooper est sa victoire sur Oldfield et l’un des coureurs de Winton à Grosse Pointe, Michigan, le 9 septembre 1903.
Cooper est lui-même un pilote de haut niveau reconnu et fait parfois des courses de folie sans Oldfield. Certains de ces événements sont des démonstrations étranges, comme son record du mile, le 5 septembre 1906, lorsqu'il conduit une automobile Matheson avec sept passagers, couvrant cette distance, dans ces conditions en 50,2 secondes soit 115.41 km/h, record réalisé sur la plage d'Atlantic City.

## Coupe Vanderbilt
Bien que Cooper n'ait jamais couru dans la Coupe Vanderbilt, il travaille avec l'équipe américaine Matheson en 1905 et 1906, et est inscrit aux American Elimination Trials de 1905, le 22 septembre 1905. Lors de la dernière journée d'entraînement pour l'American Elimination Trial de 1905, la Matheson de Cooper a un système de lubrification défectueux, détruisant le palier du moteur principal. En 1906, Cooper revient avec Matheson non pas comme pilote, mais comme manager. Le pilote est l'Italien Ralph Mongini qui mène pendant quelques kilomètres dans le premier tour du parcours de 29,71 miles avant de perdre le contrôle de sa machine et de s'écraser contre un poteau télégraphique. La course de 1906 a lieu le 23 septembre.

## Pièce de théâtre à Broadway
Cooper et Oldfield adopte plusieurs approches créatives pour gagner de l’argent. Coureurs cyclistes, mécaniciens, pilotes de course automobile, ils possèdent même ensemble une mine dans le Colorado au tournant du 20e siècle. En janvier 1906, ils tentent de transformer leur renommée de pilotes de course en un moyen plus simple de générer de grosses sommes d'argent. Ensemble, ils créent un effet spécial en utilisant deux voitures de course, la Peerless Green Dragon et la Peerless Blue Streak, des sacs de terre, deux grands tapis roulants et des accessoires de scène pour créer l'illusion d'une course automobile pour une pièce de Charles Dillingham (en), The Vanderbilt Cup, avec Elsie Janis,. IIs sont apparus sur scène tous les soirs. Le spectacle est un succès, mais Oldfield et Cooper se lassent du style de vie d'acteur en moins de trois mois et retournent à la course automobile à plein temps.

## Décès
Tom Cooper et sa femme l'actrice Helen Lambert se tuent dans un accident de voiture à Central Park à New York le 20 novembre 1906,,,,,,. Il est enterré au cimetière Woodmere (en), à Détroit.